# Жълтогърло врабче
Жълтогърло врабче (Petronia xanthocollis) е вид птица от семейство Врабчови (Passeridae).

## Разпространение и местообитание
Разпространен е в Афганистан, Индия, Ирак, Иран, Катар, Кувейт, Непал, Обединените арабски емирства, Оман, Пакистан, Сирия и Турция.